# 孔索
孔索（Konso）是埃塞俄比亚西南部南方各族州的一个镇，有萨根河流经。本镇海拔约1650米，附近地区的人也将该地称为Pakawle。孔索文化景观于2011年列入联合国教科文组织世界遗产名录。

## 世界遗产
该世界遗产被认为满足世界遺產登錄基準中的以下基準而予以登錄：
- （iii）呈现有关现存或者已经消失的文化传统、文明的独特或稀有之证据。
- （v）代表某一个或数个文化的人类传统聚落或土地使用，提供出色的典范－特别是因为难以抗拒的历史潮流而处于消灭危机的场合。